# Heinrich Salzmann (Fabrikant)

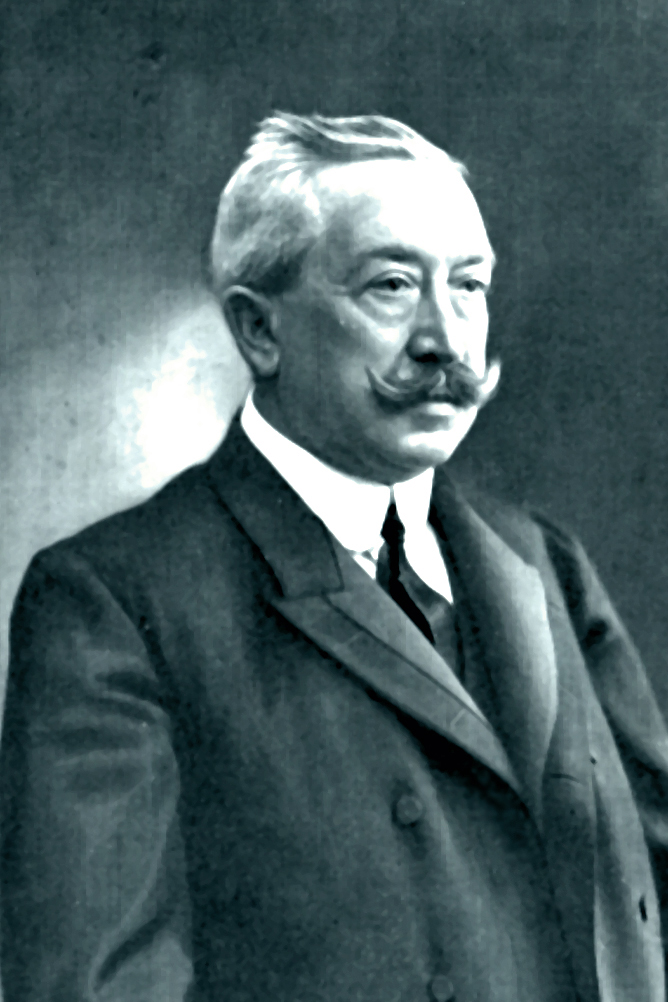
Heinrich Salzmann

Heinrich Salzmann (* 3. Februar 1851 in Spangenberg; † 3. November 1915 in Kassel) war ein deutscher Unternehmer. Er war Mitbegründer des Unternehmens Salzmann & Comp. und Bauherr der Gartenstadt Salzmannshausen bei Kassel. Er stiftete das Liebenbachdenkmal in seiner Heimatstadt Spangenberg (1902) und wurde zu ihrem Ehrenbürger ernannt.

## Leben

### Jugend und Elternhaus
Heinrich Salzmann war das zweite Kind von Johann Georg Salzmann (1821–1895) und Anna Martha Kretsch. Der Vater war Bürgermeister und Landwirt in Spangenberg. Er betrieb in Melsungen einen Handel mit Garnen und Webwaren. Daraus entwickelte Georg Salzmann eine kleine Fabrikation mit Handwebstühlen. Die Firma hieß Salzmann & Behrens.
Nach dem Schulabschluss an der Oberrealschule in Kassel leistete Heinrich Salzmann seinen Militärdienst als Einjährig-Freiwilliger in Köln ab. In seiner dienstfreien Zeit verkaufte er dort Tuche für seinen Vater und begann, sich mit der mechanischen Weberei zu beschäftigen. Nach einer kaufmännischen Ausbildung in Kassel bei Sigmund Aschrott trat er am 1. November 1876 als Stellvertreter seines Vaters in die Firma Salzmann & Behrens ein, trennte sich aber 1884 von Behrens und firmierte von da an unter Salzmann & Comp. Sein Vater trat seiner Firma als stiller Teilhaber bei, mit einem Geschäft in Kassel und der zunächst mit 20 mechanischen Webstühlen ausgestatteten Weberei zu Melsungen (Zilsche Mühle).

### Der Fabrikant
In den 1890er Jahren pachtete Salzmann in Friedland in Schlesien noch eine weitere Weberei mit 160 Webstühlen. 1891 errichtete er einen umfangreichen Neubau in Bettenhausen bei Kassel mit zunächst 60 Webstühlen, aber auch ausgedehnten Räumlichkeiten für Färberei, Appretur und Imprägnierung. Gleichzeitig baute er auch in Szegedin (Ungarn) eine Weberei. 1900 erweiterte er die Fabrik in Bettenhausen auf einem Areal von 8000 m² mit einem Neubau von 22 Sheds von je 90 m Länge. Teile dieses Gebäudekomplexes beheimaten heute die Kulturfabrik Salzmann. Bereits 1906 musste er die Fabrik in Bettenhausen erneut erweitern und brachte in einem umfangreichen Neubau von 80 m Länge, 25 m Tiefe und 8000 m² Arbeitsfläche Spulerei, Zwirnerei, Näherei und Zeltbauabteilung unter. Im Jahre 1906 erwarb er sodann die Behren'sche Weberei in Einbeck und errichtete 1907 eine neue große Fabrik in Oederan in Sachsen. 1913 erwarb er noch eine Weberei in Starkenbach (Jilemnice) in Tschechien sowie die in Konkurs geratene Zündholzfabrik Otto Miram in Bettenhausen, die er für seine Zwecke umnutzte. Während des Ersten Weltkriegs stieg der Bedarf an schweren Textilien für Zelte und Boote sprunghaft an. Zeitweise beschäftigte die Firma allein in Bettenhausen über 5000 Arbeiter und Angestellte.

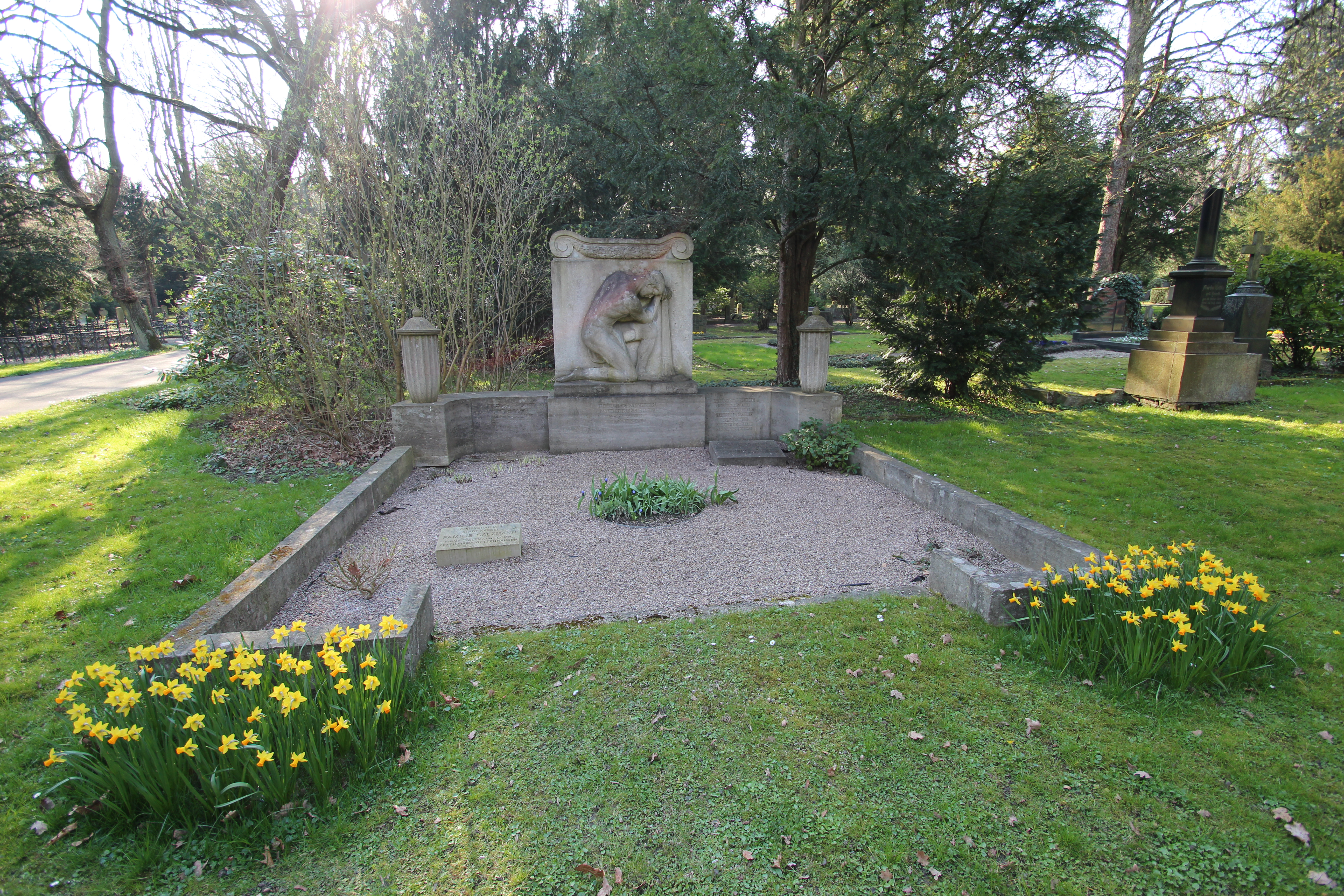
Grab der Familie Salzmann auf dem Kasseler Hauptfriedhof

Im November 1915 erlitt Salzmann auf dem täglichen Weg mit der Straßenbahn zur Arbeit einen Herzinfarkt und verstarb.

## Bedeutung für die Industrie-Architektur
Die 1905 und 1912–13 von Salzmann errichteten Gebäude auf dem Areal der Textilfirma Salzmann Kassel an der Sandershäuser Straße in Kassel-Bettenhausen stehen als architekturgeschichtlich bedeutsames Ensemble unter Denkmalschutz. Sie waren richtungweisend für weitere Industriebauten an anderen Plätzen.